# 伊達宗清 (飯坂)
伊達宗清（飯坂）（慶長5年（1600年） - 寬永11年7月22日（1634年8月15日））為日本江戶時代的武將。黑川郡吉岡險地館主。伊達政宗三男。母為新造之方（六郷伊賀守女）、養母為飯坂之局（飯坂宗康女）。幼名為權八郎。
慶長9年（1604年）成為飯坂宗康養嗣子，慶長15年（1610年）11歳元服後從伊達氏賜伊達河內守宗清稱號。領黑川郡吉岡3萬8千石領地入城、元和元年（1615年）於吉岡險地築城、翌年遷入吉岡險地。
由於早逝而無子嗣，納桑折重長之子定長為繼承人。大和田佐渡等13人殉死。墓所在宮城縣黑川郡大和町吉岡的天皇寺 （大和町）中。

## 系譜
- 父：伊達政宗
- 養父：飯坂宗康
- 母：新造之方（六郷伊賀守女）
- 養母：飯坂之局（飯坂宗康女）
- 室：
- 養子：飯坂定長（實父：桑折重長）

## 腳注
1. ↑  新造之方為生母而飯坂之局為養母一說出自（『飯坂盛衰記』『竜華山史』），飯坂之局為生母一說出自（『寬政重修諸家譜』）。大河劇『獨眼龍政宗』採用後者之說。

## 關聯項目
- 大和町